# Horst Lommer (Schriftsteller)

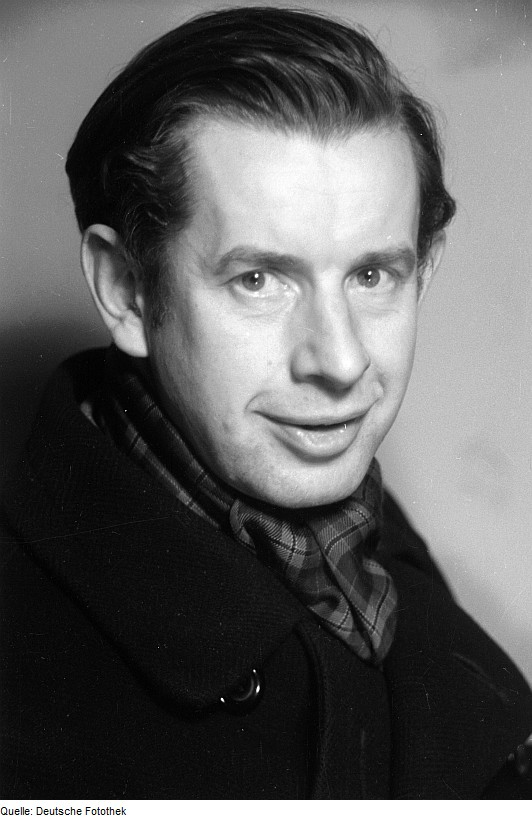
Horst Lommer (1946)

Horst Lommer (* 19. November 1904 in Groß-Lichterfelde bei Berlin; † 17. Oktober 1969 in Berlin) war ein deutscher Lyriker und Schauspieler.

## Leben
Horst Lommer wurde am 19. November 1904 in Lichterfelde bei Berlin als Sohn des Arztes Hermann Lommer geboren. Nach dem Besuch des humanistischen Gymnasiums studierte er in Berlin Geschichte, Germanistik und Philosophie. Von seinem Schulfreund Sebastian Haffner wurde er zum Besuch der Staatlichen Schauspielschule Berlin überredet. Nach der Schauspielausbildung bei Leopold Jessner folgten verschiedene Engagements in Gera, Königsberg, Düsseldorf und Köln.
Unter der Intendanz von Gustaf Gründgens spielte Horst Lommer in den folgenden Jahren fast ausschließlich Nebenrollen an der Seite der damaligen ersten Darstellergarde des Staatstheaters Berlin. Nach der Machtübergabe an die Nationalsozialisten wurde er 1934 Mitglied der NSDAP. In dem Film Jud Süß (1940) spielte er die Rolle eines Offiziers.
Zum Regisseur Jürgen Fehling entwickelte sich eine enge Freundschaft. Während dieser Zeit entstanden seine ersten Bühnenstücke, zumeist unverfängliche Lustspiele. Daneben schrieb Horst Lommer auch Zeitgedichte. Seine Sammlung satirischer Gedichte Das Tausendjährige Reich lernte er auswendig und rettete sie so über die Zeit des Nationalsozialismus. Nach Schließung aller Theater im Sommer 1944 tauchte Lommer unter. Das Überleben bis zum Kriegsende verdankte er seinem Freund Peter Huchel, der ihn bis Kriegsende im Haus einer Freundin versteckte.

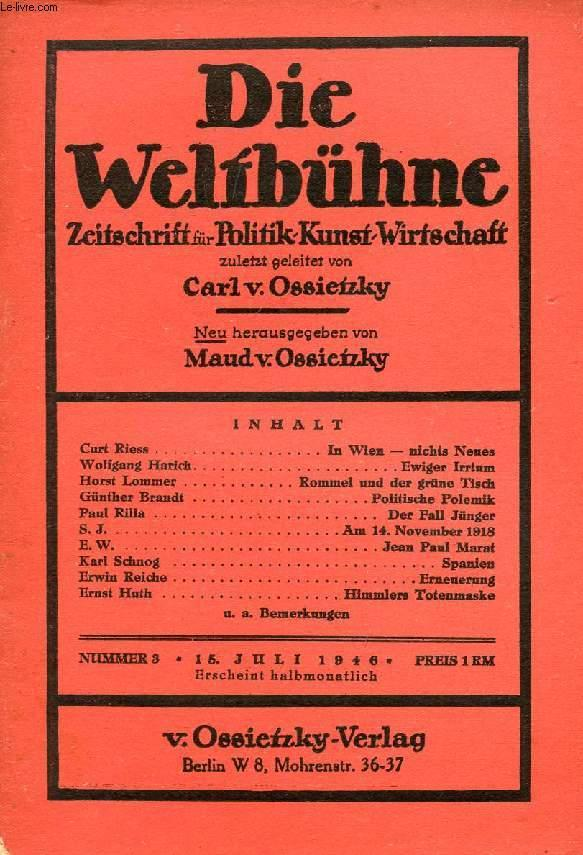
Horst Lommer in der Weltbühne (1946)

Nach Kriegsende brachte Lommer im Juni 1945 das „Tausendjährige Reich“ gemeinsam mit den Schauspielern Paul Bildt und Walter Frank in Berlin zur Aufführung. Er arbeitete als freier Schriftsteller in West- und Ost-Berlin als Mitarbeiter der „Weltbühne“, der „Täglichen Rundschau“, des „Tagesspiegels“, des „Ulenspiegels“ und des „Berliner Rundfunks“. Er gehörte als Vorstandsmitglied dem „Schutzverband deutscher Autoren“ bis zu dessen Auflösung im Mai 1951 an. Neben der Veröffentlichung des „Tausendjährigen Reichs“ (Aufbau Verlag 1946) und der Revue „Die Höllenparade“, fielen in diese Zeit politische Rundfunksendungen (u. a. „Aus dem Vokabelheft der Nazis“), Gedichte („Von Zeit zu Zeit“) und Schauspiele („Thersites und Helena“, „Die Arche Noah“).
Im April 1951 flüchtete Lommer über West-Berlin in die Bundesrepublik, wo er bis dahin als „Hauptpropagandist der stalinistischen Friedenspolitik“ gegolten hatte. Er distanzierte sich in einer Erklärung gegenüber dem Kongress für kulturelle Freiheit von seiner bisherigen Tätigkeit und gab an, dass die „amusischen Funktionäre der SED“ gewillt seien, „die deutsche Kultur restlos zu vernichten“, letzter Anstoß für seinen Seitenwechsel sei das Todesurteil der DDR-Justiz gegen den Schüler Hermann Flade gewesen.
Lommer arbeitete anschließend in Frankfurt am Main als Redakteur bei der von den Amerikanern finanzierten Kulturzeitschrift „Die Aktion“. Danach folgten Arbeiten als Werbetexter. Der politisch links eingestellte Lommer galt in der Bundesrepublik als Kommunist und erhielt deshalb wenig Möglichkeiten, unter seinem Namen zu veröffentlichen oder als Schauspieler aufzutreten.
Mitte der 1950er Jahre begann Lommers Mitarbeit als Autor und Schauspieler des Düsseldorfer literarischen Kabaretts „Das Kom(m)ödchen“. Ende der fünfziger Jahre entstanden die ersten Fernsehspiele, zunächst noch für die Hörfunkabteilung des damaligen NWDR. Als Folge der Zusammenarbeit zog Lommer mit seiner Frau und seinem Sohn nach Lübeck. Neben seiner Tätigkeit für den Rundfunk war er bis 1969 dann hauptsächlich als Autor von Fernsehspielen (NDR, Südwestfunk) bekannt. In der Fernsehspiel-Abteilung des NDR unter Egon Monk war Lommer für das satirisch-komödiantische Element zuständig. Bei allen vom Norddeutschen Rundfunk produzierten Lommer-Stücken führte Peter Beauvais Regie.
Horst Lommer starb am 17. Oktober 1969 in Berlin-Charlottenburg. Sein Nachlass ist im Filmarchiv der Akademie der Künste in Berlin hinterlegt.

## Hörspiele
- 1947: Mit Günther Osswald: Der General – Regie: Peter Elsholtz (Berliner Rundfunk)